# آرامگاه شیخ مختار ولی
آرامگاه شیخ مختار ولی آرامگاهی است که در ۵ کیلومتری جنوب غربی شهر ینگی اریق در منطقه خوارزم ازبکستان واقع شده‌است. این بنا در سده شانزدهم بر فراز قبر شیخ مختار ولی ساخته شد.
این مجموعه در تاریخ ۱ ژوئن ۱۹۹۶ به فهرست موقت میراث جهانی یونسکو اضافه شد.